# Militaria

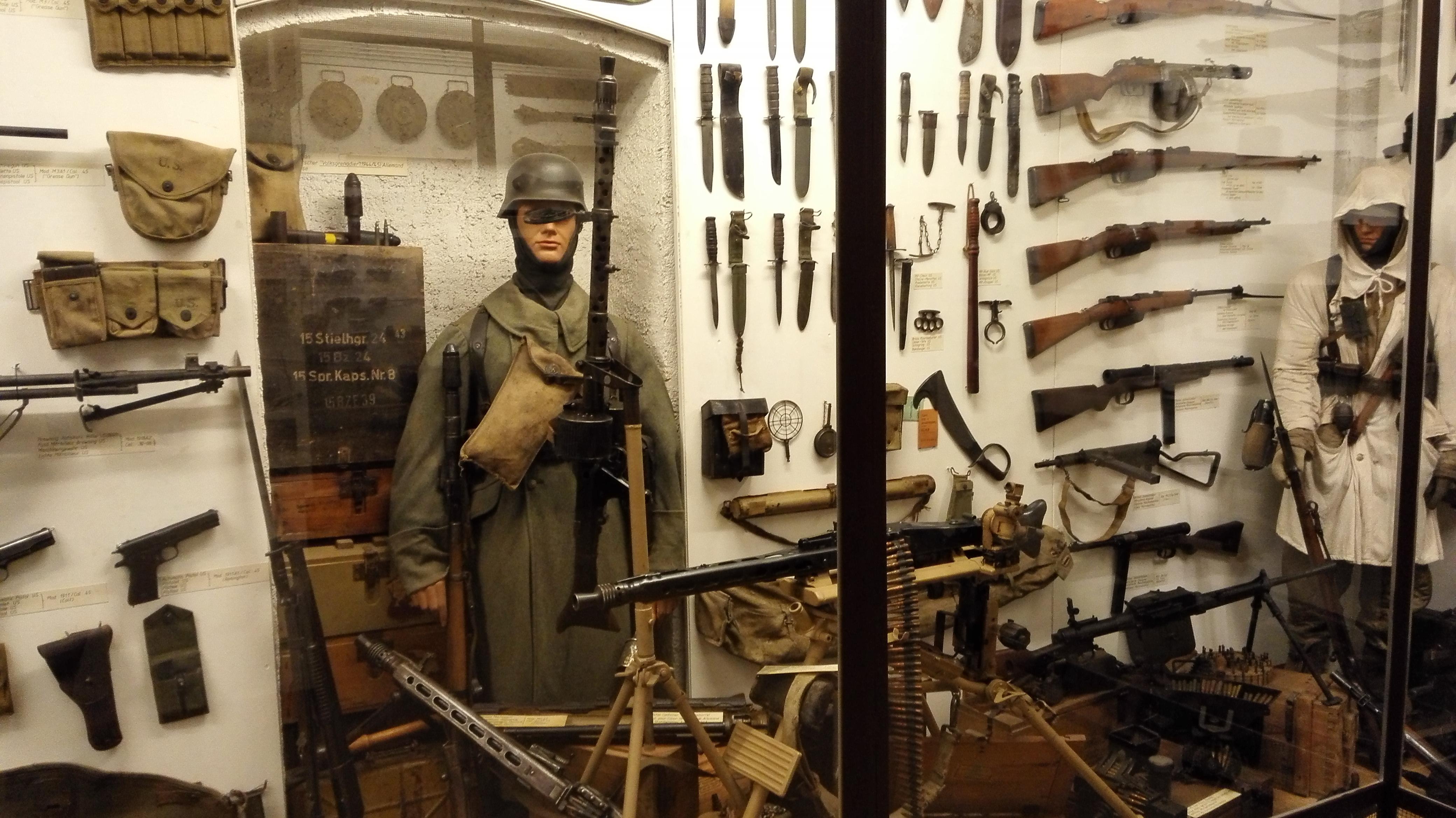
Kolekcja militariów w zbiorach
Musée National d’Histoire Militaire w Luksemburgu

Militaria – ogół przedmiotów związanych z formacjami wojskowymi i paramilitarnymi, mających wartość historyczną i kolekcjonerską. Niekiedy pojęcie to poszerzane jest również o zakres broni myśliwskiej. 
Do militariów zalicza się między innymi: broń, oporządzenie, umundurowanie, odznaczenia, pojazdy, amunicję oraz wszelki inny sprzęt związany z funkcjonowaniem formacji zbrojnych (a także jego repliki).
Militaria są obiektem zainteresowania zarówno kolekcjonerów prywatnych, jak i państwowych. Państwo gromadzi i eksponuje swoje zbiory militariów w muzeach. W Polsce pokaźne zbiory militariów zgromadziły m.in. Muzeum Wojska Polskiego w Warszawie, Muzeum im. Orła Białego w Toruniu czy Muzeum Lotnictwa Polskiego w Krakowie.